# Euestola lineata
Euestola lineata là một loài bọ cánh cứng trong họ Cerambycidae.